# Чатам (Мичиген)
Чатам (енгл. Chatham) град је у америчкој савезној држави Мичиген.

## Демографија
По попису из 2010. године број становника је 220, што је 11 (-4,8%) становника мање него 2000. године.
| Група             | 2000.       | 2010.       |
| Белци             | 218 (94,4%) | 195 (88,6%) |
| Афроамериканци    | 0 (0,0%)    | 2 (0,9%)    |
| Азијати           | 0 (0,0%)    | 0 (0,0%)    |
| Хиспаноамериканци | 0 (0,0%)    | 0 (0,0%)    |
| Укупно            | 231         | 220         |